# Petru Filip
Petru Filip (* 23. Januar 1955 in Slobozia, Rumänien) ist ein rumänischer Politiker und Mitglied des Senats von Rumänien für die Partidul Social Democrat. 

## Leben
Filip studierte an der Universität Timișoara und erhielt 1979 seinen Abschluss in Ingenieurwesen an der Fakultät für Mechanik. 2002 wurde er in  Mechanikingenieurwesen promoviert. 2006 erhielt er eine Promotion in Verwaltungsmanagement. 
Filip war 1991 bis 1996 sowie 2000 bis 2007 Oberbürgermeister von Oradea. In diesem Amt folgte ihm 2008 Ilie Bolojan nach. In derselben Stadt war er zuvor am Mechanischen Werk tätig, zuerst 1981 bis 1989 als Ingenieur und Abteilungsleiter, 1989 bis 1991 dann als Technischer Direktor. Nach der Fusion seiner Partei mit der Partidul Liberal Democrat gehörte er zuerst der daraus hervorgegangenen Partidul Democrat Liberal (PD-L) an, in deren Präsidialgremium er einen Vizepräsidentenposten bekleidete. 2012 wechselte er zur Sozialdemokratischen Partei Partidul Social Democrat, welche er seit der Parlamentswahl 2012 erneut in der oberen Kammer Senat des rumänischen Parlaments als Vorsitzender des ständigen Ausschusses für Auswärtigen Angelegenheiten vertritt. 
Im Zuge der Aufnahme Rumäniens in die Europäische Union gehörte er zwischen Dezember 2007 und Dezember 2008 dem Europäischen Parlament an, wo er als Vertreter der Fraktion der Europäischen Volkspartei (Christdemokraten) – Europäische Demokraten im Ausschuss für regionale Entwicklung und der Delegation für die Beziehungen zu dem Palästinensischen Legislativrat als Mitglied bzw. im Ausschuss für Beschäftigung und soziale Angelegenheiten als Stellvertreter tätig war.
2008–2010 saß er dem Ständigen Ausschuss für öffentliche Verwaltung, Kataster und Umweltschutz des Senats vor. Ab 9. September 2010 bis Ende der Legislaturperiode 2008–2012 übte er anschließend das Amt eines der insgesamt vier Vizepräsidenten des rumänischen Senats aus.

## Posten als MdEP
- Mitglied im Ausschuss für regionale Entwicklung
- Mitglied in der Delegation für die Beziehungen zu dem Palästinensischen Legislativrat
- Stellvertreter im Ausschuss für Beschäftigung und soziale Angelegenheiten